# Přepeře (district de Mladá Boleslav)
Pour les articles homonymes, voir Přepeře.
Přepeře (en allemand : Pschepersch) est une commune du district de Mladá Boleslav, dans la région de Bohême-Centrale, en République tchèque. Sa population s'élevait à 122 habitants en 2020.

## Géographie
Přepeře se trouve à 4 km au nord-nord-ouest de Dolní Bousov, à 15,5 km au sud-sud-est de Mladá Boleslav et à 64 km au nord-est de Prague.
La commune est limitée par Kněžmost au nord-ouest, par Dobšín au nord-est, par Dolní Bousov à l'est et au sud, et par Obruby au sud-ouest.

## Histoire
La première mention écrite de la localité date de 1323.

## Transports
Par la route, Přepeře se trouve à 4,5 km de Dolní Bousov, à 17,5 km de Mladá Boleslav et à 74 km du centre de Prague.